# Krtkovití
Krtkovití (Talpidae) je čeleď řádu Eulipotyphla.
Jsou přizpůsobení k podzemnímu nebo z velké části vodnímu životu. Podzemní druhy mají mohutné lopatovité přední končetiny.
Rozšířeni jsou v holarktické oblasti v počtu asi 42 druhů.
V české fauně je čeleď zastoupena druhem krtek obecný (Talpa europaea). V evropské části Ruska a na Ukrajině žijící vychuchol povolžský (Desmana moschata) je označován jako živoucí fosilie.